# Uromyces vossiae
Uromyces vossiae ist eine Ständerpilzart aus der Ordnung der Rostpilze (Pucciniales). Der Pilz ist ein Endoparasit der Süßgräser Panicum antidotale und Phacelurus speciosus. Symptome des Befalls durch die Art sind Rostflecken und Pusteln auf den Blattoberflächen der Wirtspflanzen. Sie kommt auf dem Indischen Subkontinent vor.

## Merkmale

### Makroskopische Merkmale
Uromyces vossiae ist mit bloßem Auge nur anhand der auf der Oberfläche des Wirtes hervortretenden Sporenlager zu erkennen. Sie wachsen in Nestern, die als gelbliche bis braune Flecken und Pusteln auf den Blattoberflächen erscheinen.

### Mikroskopische Merkmale
Das Myzel von Uromyces vossiae wächst wie bei allen Uromyces-Arten interzellulär und bildet Saugfäden, die in das Speichergewebe des Wirtes wachsen. Die Spermogonien und Aecien der Art sind nicht bekannt. Die gelbbraunen Uredien des Pilzes wachsen zumeist unterseitig auf den Wirtsblättern. Seine goldenen Uredosporen sind 18–24 × 18–22 µm groß, zumeist kugelig bis breitellipsoid und warzig. Die beidseitig wachsenden Telien der Art sind schwarzbraun, kompakt und unbedeckt. Die kastanienbraunen Teliosporen sind einzellig, in der Regel eiförmig und 24–29 × 20–24 µm groß. Ihre Stiele sind farblos bis gelblich und bis zu 115 µm lang.

## Verbreitung
Das bekannte Verbreitungsgebiet von Uromyces vossiae umfasst Nordwestindien und Kaschmir.

## Ökologie
Die Wirtspflanzen von Uromyces vossiae sind Panicum antidotale und Phacelurus speciosus. Der Pilz ernährt sich von den im Speichergewebe der Pflanzen vorhandenen Nährstoffen, seine Sporenlager brechen später durch die Blattoberfläche und setzen Sporen frei. Die Art durchläuft einen Entwicklungszyklus, von dem bisher nur Telien und Uredien sowie deren Wirt bekannt sind; Spermogonien und Aecien konnten ihr nicht zugewiesen werden.